# La Chapelle-sur-Oreuse
La Chapelle-sur-Oreuse település Franciaországban, Yonne megyében. Lakosainak száma 668 fő (2022. január 1.). La Chapelle-sur-Oreuse Plessis-Saint-Jean, Évry, Cuy, Gisy-les-Nobles, Michery, Soucy és Thorigny-sur-Oreuse községekkel határos.

## Népesség
A település népességének változása:
| Lakosok száma | 581  | 605  | 622  | 624  | 631  | 642  | 650  | 659  | 668  |
|               | 2013 | 2015 | 2016 | 2017 | 2018 | 2019 | 2020 | 2021 | 2022 |